# PROSITE
PROSITE es una base de datos de familias y dominios de proteínas creada por Amos Bairoch en 1988. Consiste en entradas que describen dominios, familias y sitios funcionales así como patrones de aminoácidos. Estos son manualmente verificados por un equipo del Instituto Suizo de Bioinformática e integrado con la base de datos de Swiss-Prot.
Sus usos incluyen la identificación de posibles funciones de las proteínas recientemente descubiertas y el análisis de aquellas ya conocidas pero con actividades previamente desconocidas. PROSITE ofrece herramientas para el análisis de secuencias de proteínas y detección de motivos de proteínas; es parte de los servidores de análisis de proteómica de ExPASy.
La base de datos ProRule se basa en las descripciones de dominio de PROSITE. Esta proporciona información adicional acerca de funcionalidades o de aminoácidos estructuralmente críticos. Las reglas contienen información sobre los residuos biológicamente significativos, como sitios activos, sitios de unión a sustrato o cofactores, modificaciones postraduccionales o enlaces disulfuro, para ayudar a determinar la función. Estas pueden automáticamente generar anotaciones basados en los motivos de PROSITE.